# 4429 Chinmoy
4429 Chinmoy è un asteroide della fascia principale. Scoperto nel 1978, presenta un'orbita caratterizzata da un semiasse maggiore pari a 2,3812584 UA e da un'eccentricità di 0,2123534, inclinata di 1,46349° rispetto all'eclittica.
L'asteroide è stato così denominato in onore dello scrittore, poeta e filosofo bengalese Sri Chinmoy (1931-2007).

## Collegamenti esterni

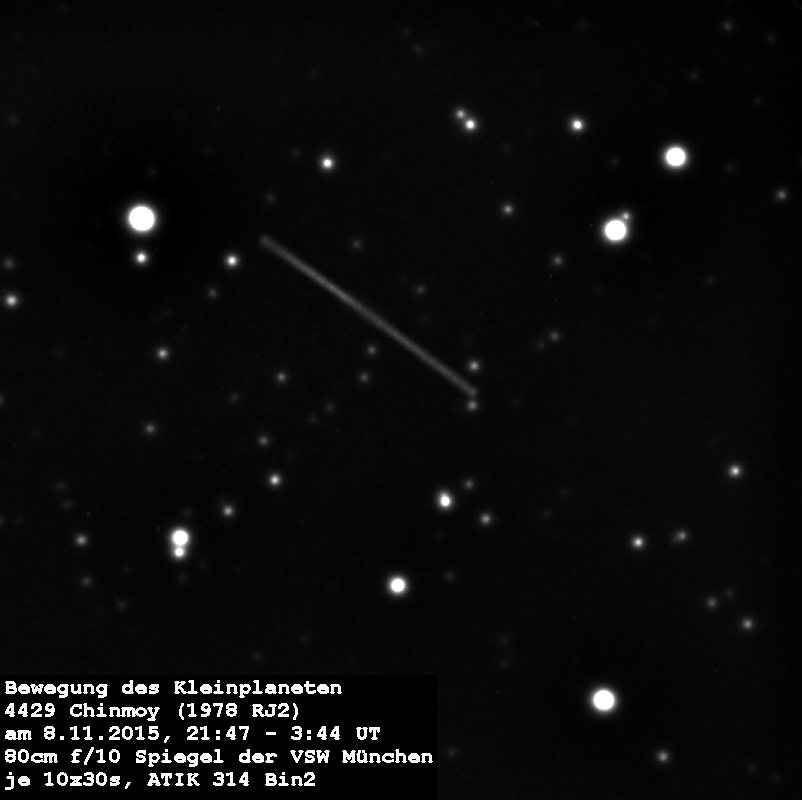
Immagine di 4429 Chinmoy